# Nulvektor
En nulvektor eller en uegentlig vektor er indenfor matematikken, herunder specielt lineær algebra, en vektor hvis elementer udelukkende består af nuller. Som notation for nulvektoren anvendes et nul med vektorstreg hyppigt i litteraturen. I det generelle tilfælde vil en nulvektor i {\displaystyle \mathbb {R} ^{n}} se således ud:
{\displaystyle {\vec {0}}=(a_{1},a_{2},\ldots ,a_{n})=(0,0,\ldots ,0)}
Nulvektoren udgør således det neutrale element overfor addition indenfor vektorregning. Det betyder kort sagt at nulvektoren er den eneste vektor som opfylder følgende ligning:
{\displaystyle {\vec {a}}+{\vec {0}}={\vec {0}}+{\vec {a}}={\vec {a}}}
Nulvektoren kan frembringes ved at en vilkårlig vektor i {\displaystyle \mathbb {R} ^{n}} ganges med skalaren 0.
| Matematik | Spire Denne artikel om matematik er en spire som bør udbygges. Du er velkommen til at hjælpe Wikipedia ved at udvide den. |